# ツール・ド・フランス1930
ツール・ド・フランス1930は、ツール・ド・フランスとしては24回目の大会。1930年7月2日から7月27日まで、全21ステージ、全行程4818kmで行われた。

## 国・地域別対抗戦がスタート
ともすれば個人任せというルールであるがゆえに、1929年のツール・ド・フランスにおいて、ヴィクトール・フォンタンがマイヨ・ジョーヌを着用したまま棄権せざるを得なくなったことをきっかけにして、今大会から個人での参加はできなくなり、国・地域のチームにエントリーされた選手だけが出場できることになった。しばしば近代ツールという言葉が使われるケースがあるが、それは事実上今大会に始まるといっても過言ではない。なお、国・地域別のチーム編成は、1961年まで続けられることになる。
参加チームは、ベルギー、イタリア、スペイン、ドイツ、フランスの各ナショナルチームに加え、いわゆる多国籍軍ともいえる混成7チームの合計12。
序盤はレアルコ・グエッラ、アルフレッド・ビンダらを擁するイタリアチームが優勢に立ったが、ピレネー越えステージ序盤の第9ステージにおいて、アンドレ・ルデュック、アントナン・マーニュらを擁するフランス勢が、総合首位にいたグエッラを壊滅に追い込み、このステージでマイヨ・ジョーヌをつかんだルデュックが最後まで首位を守って総合優勝を果たした。

## 総合成績
| 順位 | 選手名                 | 国籍     | 時間            |
| ---- | ---------------------- | -------- | --------------- |
| 1    | アンドレ・ルデュック   | フランス | 172時間12分16秒 |
| 2    | レアルコ・グエッラ     | イタリア | +14分13秒       |
| 3    | アントナン・マーニュ   | フランス | +16分03秒       |
| 4    | ジェフ・ドミュイセール | ベルギー | +21分34秒       |
| 5    | マルセル・ビド         | フランス | +41分18秒       |
| 6    | ピエール・マーニュ     | フランス | +45分42秒       |
| 7    | フラン・ボンデュエル   | ベルギー | +56分19秒       |
| 8    | ブノワ・フォレ         | ドイツ国 | +58分34秒       |
| 9    | シャルル・ペリシエ     | フランス | +1時間04分37秒  |
| 10   | アドルフ・シェーン     | ドイツ国 | +1時間21分39秒  |

### マイヨ・ジョーヌ保持者
| 選手名               | 国籍     | 首位区間 |
| -------------------- | -------- | -------- |
| シャルル・ペリシエ   | フランス | 第1      |
| レアルコ・グエッラ   | イタリア | 第2-第8  |
| アンドレ・ルデュック | フランス | 第9-最終 |